# Alloscelis vittifrons
Alloscelis vittifrons är en insektsart som först beskrevs av Ivanoff 1885.  Alloscelis vittifrons ingår i släktet Alloscelis och familjen sköldstritar. Inga underarter finns listade i Catalogue of Life.